# Valentin Retailleau
Pour les articles homonymes, voir Retailleau.
Valentin Retailleau (né le 18 juin 2000 à Limoges), est un coureur cycliste français.

## Biographie

### Carrière amateur
Valentin Retailleau commence le cyclisme à l'UV Limoges. Il court ensuite à l'UC Confolens pendant quatre ans, en obtenant plus de 40 victoires. Chez les juniors (moins de 19 ans), il bénéficie du soutien de la BTWIN U19 Racing Team, une structure liée à l'équipe AG2R La Mondiale,. 
En 2018, il s'illustre en étant l'un des meilleurs juniors français. Il remporte le Tour de Gironde (avec une étape) ainsi que des étapes des Trois Jours d'Axel (deuxième au général), de la Ronde des vallées et du Grand Prix Rüebliland, où il termine cinquième au général et meilleur grimpeur. La même année, il connaît ses premières sélections en équipe de France, notamment pour les championnats d'Europe et les championnats du monde. Il reste ensuite dans le giron AG2R en 2019 en rejoignant le Chambéry CF. Dans le même temps, il commence des études à l'INSEEC U. Chambéry. Dès sa première année, il se classe quatrième des championnats de France espoirs à Beauvais, après s'être sacrifié dans le final pour son coéquipier Anthony Jullien, deuxième. 
En 2020, il s'impose à deux reprises en première catégorie, dans une saison perturbée par la pandémie de Covid-19. Lors de la saison 2021, il se distingue en devenant champion de France sur route espoirs. Il brille par ailleurs sur le Tour de Bretagne en remportant une étape et en terminant troisième du classement général. Stagiaire chez AG2R Citroën, il participe au Tour d'Allemagne, où il se classe huitième d'une étape. 

### Carrière professionnelle
En aout 2022, il devient professionnel, toujours chez l'AG2R Citroën et participe au Tour de Burgos où il se fait remarquer. Il court ensuite au Tour du Limousin-Nouvelle-Aquitaine.

## Palmarès et résultats

### Palmarès par année
- 2017
  - 2e du Grand Prix Bob Jungels
  - 3e du Grand Prix de Cherves
- 2018
  - Champion de Nouvelle-Aquitaine sur route juniors
  - Tour du Canton de Montguyon
  - 2ea étape du Tour des Portes du Pays d'Othe (contre-la-montre par équipes)
  - Tour de Gironde :
    - Classement général
    - 1reb étape

  - 3e étape des Trois Jours d'Axel
  - 2ea étape d'Aubel-Thimister-Stavelot (contre-la-montre par équipes)
  - 3e étape de la Ronde des vallées
  - 4e étape du Grand Prix Rüebliland
  - 2e du Trophée de la ville de Châtellerault
  - 2e des Trois Jours d'Axel
- 2019
  - 2e du Grand Prix de Bourg-de-Péage
- 2020
  - Grand Prix de Villejésus
  - Grand Prix Cycliste Vel'Autrans
- 2021
  -  Champion de France sur route espoirs
  - 1re étape du Tour de Bretagne
  - 3e du championnat d'Auvergne-Rhône-Alpes sur route
  - 3e du Tour de Bretagne
- 2022
  - Le Poinçonnet-Panazol
  - 4e étape de l'Alpes Isère Tour
  -  Médaillé de bronze de la course en ligne des Jeux méditerranéens
  - 3e de Gand-Wevelgem espoirs
  - 3e du Tour du Loir-et-Cher
- 2024
  - 3e étape des Boucles de la Mayenne

### Classements mondiaux
| Année                                 | 2019  | 2020 | 2021 | 2022 | 2023  | 2024 |
| ------------------------------------- | ----- | ---- | ---- | ---- | ----- | ---- |
| Classement mondial                    | 1947e | nc   | 589e | 651e | 3026e | 850e |
| UCI Europe Tour                       | 1281e | nc   | 474e | 501e | nc    | nc   |
|                                       |       |      |      |      |       |      |
| Légende : nc = non classéSource : UCI |       |      |      |      |       |      |